# Coniocompsa silvestriana
Coniocompsa silvestriana är en insektsart som beskrevs av Günther Enderlein 1914. Coniocompsa silvestriana ingår i släktet Coniocompsa och familjen vaxsländor. Inga underarter finns listade i Catalogue of Life.